# Герб Гренади
Герб Грена́ди — офіційний геральдичний символ острівної держави Гренада, що розташовується на південному сході Карибського моря. Остаточний вигляд герба було затверджено 1974 року, після здобуття Гренадою незалежності.

## Опис
Герб Гренади являє собою щит, поділений на чотири частини золотим хрестом. У центрі хреста — каравела Колумба «Santa Maria»: острів Гренада був відкритий саме Колумбом у 1498 році. У верхній лівій та нижній правій секціях щита зображений британський лев, а у нижній правій і верхній лівій — лілія із золотим півмісяцем. Над щитом розміщена золота корона, прикрашена гірляндою гілок бугенвілії, а в гірлянді є сім червоних троянд, які символізують сім спільнот Гренади.
Щит підтримується армадилом, який стоїть перед стебельцем кукурудзи. З іншого боку — Гренадський Голуб під банановою пальмою, а правіше — броненосець. В основі лежать гори, поля й Велике Озеро Гренади — Етанг.
Під усією композицією — стрічка із національним девізом: «Вірячи в Бога, ми прагнемо, будуємо і просуваємося як один Народ» (англ. «Ever Conscious of God, We Aspire, Build and Advance as One People»)